# 系统合理化
系统合理化是指一种心理倾向，即个体倾向于捍卫、支持和合理化现状的社会系统、经济结构和政治体制。这种倾向有助于增加个体对现状的满意度，并满足潜在的认知性、存在性和关系性需要，以减少不确定性、威胁和社会关系不和谐等感觉。比如有些女性认为她们应当比男性获得更低的工资；即使是穷人也可能会反对再分配，诸如此类问题都可以用系统合理化来解释。
系统合理化理论（system justification theory, 缩写：SJT）由心理学家约翰·约斯特和马哈扎林·巴纳吉于1994年提出，旨在理解个体如何以及为什么会支持和合理化现有的社会系统。该理论认为，个体会进行系统合理化是为了维护或提高自尊和群体地位，尽管这种支持有时会与其他动机相冲突。系统合理化理论借鉴了马克思主义、女权主义和社会学的合法化理论，并结合了认知失调理论和公正世界理论的观点。
研究发现，系统合理化程度高的个体往往具有较低的消极情绪和较高的现状满意度，表明这种心理过程能够给个体带来心理上的好处。
尽管系统合理化理论受到广泛关注，但也面临一些问题和批评。例如一些研究者认为，系统合理化动机缺乏特异性，可以用社会认同动机等来解释。

## 动机
系统合理化理论认为，人们并非总是会为所在系统进行辩护，即认为现状是公正、合理的。被激活认识性需要、存在性需要和关系性需要的个体更倾向于进行系统合理化。对具有认识性需要的个体而言，他们需要减少不确定性和模糊性，认知负荷较高的个体更倾向于支持权威/等级价值观，而政治保守主义被认为是维护系统的表现。对具有存在性需要的个体而言，他们需要减轻威胁和不安全感，遭遇存在威胁的个体更倾向于持保守的态度，这被视为是系统合理化的表现。对具有关系性需要的个体而言，他们需要使社会关系协调，减少排斥感，实现共享现实感，被启动社会排斥感的个体更倾向于表达更强烈维护精英主义意识形态的倾向。

## 批评与困境
有研究指出，系统合理化并非仅在外显层面上发生，而是在内隐层面上运作，表现为对外群体的偏爱。例如，一些实验表明，在内隐联想测验中，弱势群体表现出对外群体的偏爱，而在外显测量中可能表现出对内群体的偏爱或没有群体偏向。
虽然系统合理化理论认为人们被激发去捍卫、证明和支持社会现状，但研究显示，人们对系统的支持往往与自我欺骗和动机性社会认知的个体差异有关。
研究者提出了一些影响系统合理化倾向的个体和情境的调节变量，但对于系统合理化在何时、何地、对谁起作用的解释仍然不完善。这包括系统威胁、系统依赖和系统不可脱离性与稳定性等因素。
一些研究质疑人们是否具有自主、独立的系统合理化动机。有研究发现，在一些情况下，外群体偏爱可能反映了一种类似于错误信念和内化自卑的意识形态过程，而不是真正的系统合理化动机。
为了突破这些困境，一些研究者转向神经科学方法来研究系统合理化。神经科学方法在技术的复杂性和客观性方面具有优势，能够更好地理解系统合理化的内在机制。例如，通过神经影像学研究，发现背外侧前额叶皮质和杏仁核与系统合理化之间存在潜在联系。dlPFC与经验开放性和政治保守主义有关，而杏仁核与处理社会关系信息和政治意识形态倾向有关。